# خدیجه ثقفی
خدیجه ثقفی (۱۲۹۲ – ۱۳۸۸) همسر سید روح‌الله خمینی و دختر حاج میرزا محمد ثقفی نوری معروف به محمد ثقفی تهرانی بود.
او در سال ۱۳۰۸ خورشیدی با روح‌الله خمینی ازدواج کرد. خدیجه ثقفی پس از این‌که ۴ بار به خمینی جوان، برای ازدواج پاسخ رد داد بر اثر خوابی که ادعا می‌کند در آن پیامبر و امامان شیعه را دیده بود، با ازدواج با او در سن ۱۶ سالگی موافقت کرد. آن دو در ماه رمضان ۱۳۴۸ هجری قمری برابر با ماه بهمن یا اوایل اسفند ۱۳۰۸ هجری خورشیدی ازدواج کردند. مهریه خدیجه ثقفی هزار تومان بود. خود او در این باره می‌گوید: «من هرگز مهرم را مطالبه نکردم، اما امام آخرهای عمرشان وصیت کردند که یک دانگ از خانهٔ قم به عنوان مهر من باشد.»
پدر خدیجه ثقفی دو همسر داشت. او یک پسر و ۵ دختر از همسر اولش و ۳ پسر و چهار دختر از همسر دومش داشت که همسر روح‌الله خمینی از همسر اولش بود. یکی از برادران خدیجه ثقفی رضا ثقفی پدر مراد ثقفی است.
پدر وی، حاج میرزا محمد ثقفی تهرانی، از شاگردان عبدالکریم حائری یزدی، در زمان ادامه تحصیل در قم با روح‌الله خمینی که در آن زمان ۲۷ سال داشت آشنا شده بود و همین آشنایی واسطه ازدواج روح‌الله خمینی با خدیجه ثقفی شد.
میرزامحمد ثقفی عالمی دینی بود که خمینی وی را فقیه جامع شرایط خوانده بود. وی فرزند میرزا ابوالفضل تهرانی صاحب کتاب شفاء الصدور فی شرح زیارة العاشور و یک دیوان شعر است و وی خود فرزند میرزا ابوالقاسم کلانتر، معروف به صاحب تقریرات شیخ‌مرتضی انصاری از فقیهان تهران که نوه حاج ملاهادی نوری تاجر مازندرانی است که در اواسط حکومت آغامحمدخان قاجار از نور به تهران آمد. نسب ثقفی از طرف مادر مادرش به خانواده‌های مستوفیان آشیتیانی بر می‌گردد. مادر وی، خازن‌الملوک دختر غلامحسین خازن الممالک و خانم مخصوص، بود و وی دختر میرزاهدایت‌الله، وزیر دربار ناصرالدین‌شاه قاجار و خواهرزاده محمد مصدق بود.
ثمره این ازدواج تولد مصطفی، فرزند اول آن‌ها (متولد ۲۱ آذر ۱۳۰۹) و احمد (متولد ۲۶ اسفند ۱۳۲۴) و سه دختر به نام‌های فریده، زهرا و صدیقه هستند.

## درگذشت
خدیجه ثقفی در حدود ساعت ۹:۱۵ صبح ۱ فروردین ۱۳۸۸ در سن ۹۶ سالگی در بیمارستان خاتم‌الانبیا تهران درگذشت. در تاریخ ۲ فروردین و پس از اقامهٔ نماز میت توسط سید علی خامنه‌ای، در آرامگاه سید روح‌الله خمینی در بهشت زهرا و در کنار همسر و پسرش دفن شد.